# Abborrtjärnen (Voxna socken, Hälsingland, 679440-149060)
Abborrtjärnen är en sjö i Ovanåkers kommun i Hälsingland och ingår i Ljusnans huvudavrinningsområde.